# Парк имени Вудро Вильсона

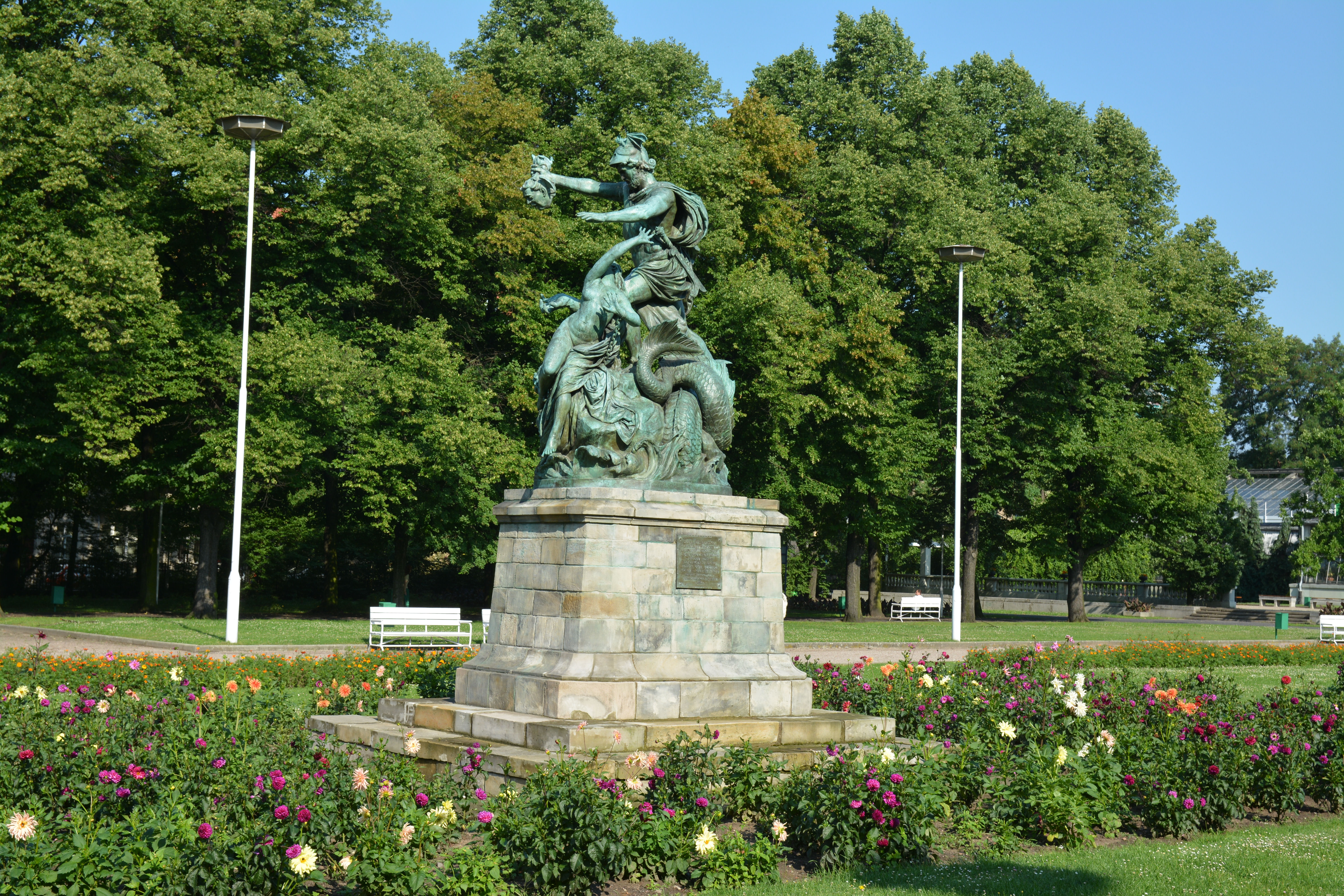
Скульптура — Персей, спасающий Андромеду.

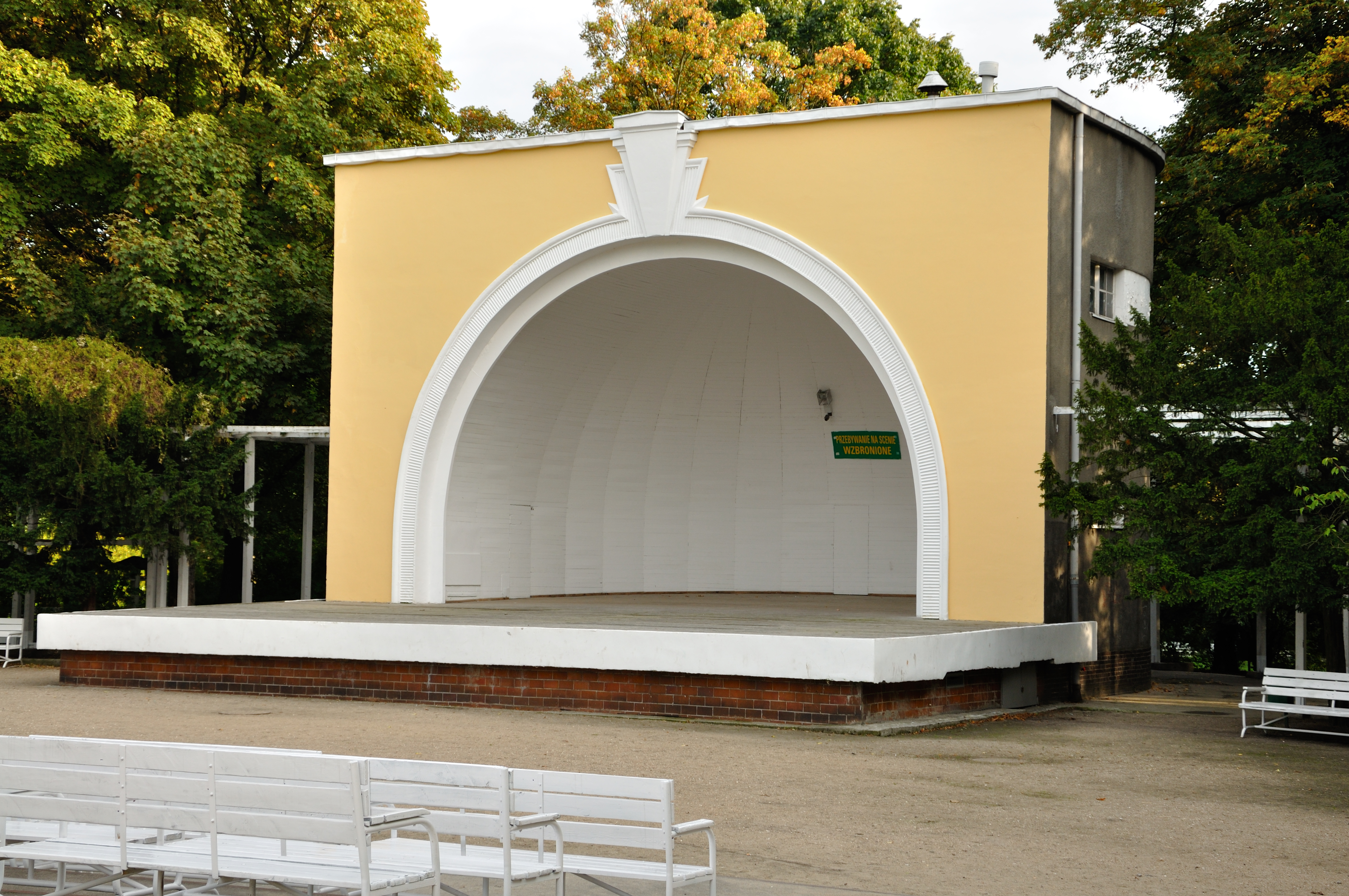
Сцена в парке.

Парк имени Вудро Вильсона (польск. Park Wilsona) — старейший городской парк города Познань. С 1902 года парк был ботаническим садом.

## История
В 1834 году немцы основали «Общество по благоустройству Познани», которое поставило перед собой цель украсить город, посадив клумбы и деревья на улицах и площадях. Тогда на территории нынешнего парка был создан рассадник декоративных деревьев и кустарников, просуществовавший до конца XIX века. В 1902 году Общество передало городу всё своё имущество с обязательством содержать на этом месте парк. Рассадник был перенесён в район Ежице, а территория, на которой сегодня находится парк, была частично передана под строительство школы, а на оставшейся территории был разбит ботанический сад, задуманный как декоративный сад для отдыха и развлечений.
В 1910 году на территории парка была построена пальмовая оранжерея (польск. Palmiarnia), одна из самых крупных в Европе.
В 1926 году, в 150 годовщину основания Соединённых Штатов Америки, парку было присвоено имя в честь американского президента Томаса Вудро Вильсона (1856—1924), лауреата Нобелевской премии, который в 1918 году поддержал создание независимого польского государства. Среди зелени был установлен валун, посвящённый годовщине независимости США. В 1931 году, в парке по инициативе Игнация Падеревского был открыт памятник Т. В. Вильсону. Автором памятника стал американский скульптор Гутзон Борглум, известный монументальными скульптурами голов четырёх президентов, высеченными в скале горы Рашмор в Южной Дакоте. Памятник и валун были разрушены гитлеровскими войсками.
После войны, в 1951 году, парк был переименован в парк имени Марцина Каспшака, польского революционера, которому затем, в 1963 году, был установлен памятник на месте памятника Вильсону. В 1990 году парку было возвращено его довоенное название, а фигура Марцина Каспшака была заменена в 1994 году бюстом президента Вильсона, вырезанным Зофией Тшцинской-Каминской. В настоящее время в парке также есть скульптура Персея, спасающего Андромеду с 1891 года (изначально стояла на площади Цырыля Ратайского, в 1956 году перенесена в парк) и концертная сцена с 1936 года.
На территории парка есть три бомбоубежища, построенные в 1944 году для немцев, которые жили в то время в богатых многоквартирных домах на улице Матейко. Доступный для посетителей бункер находится у ворот со стороны ул. Матейко, имеет два больших входа и один запасной выход. Он состоит из ряда узких и извилистых коридоров общей длиной 110 метров. Бомбоубежище было обнаружено в 1998 году, во время ремонта парка.

### Природа
Самыми ценными деревьями в парке являются: чинара диаметром 410 см и ива (430 см), охраняемые как памятники природы. С северной стороны парка расположены две липовые аллеи. Самые многочисленные деревья в парке: клён, дуб и липа.

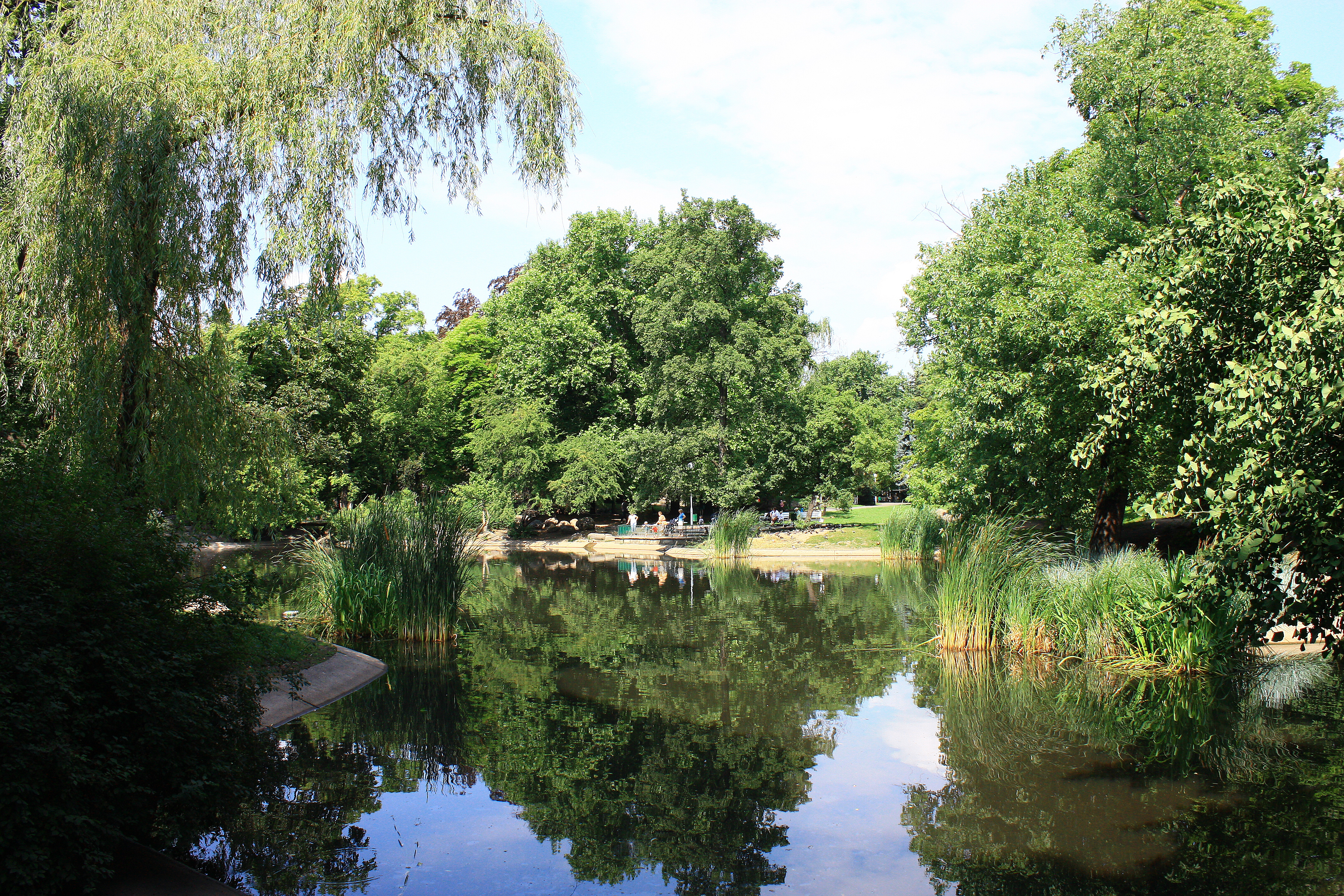
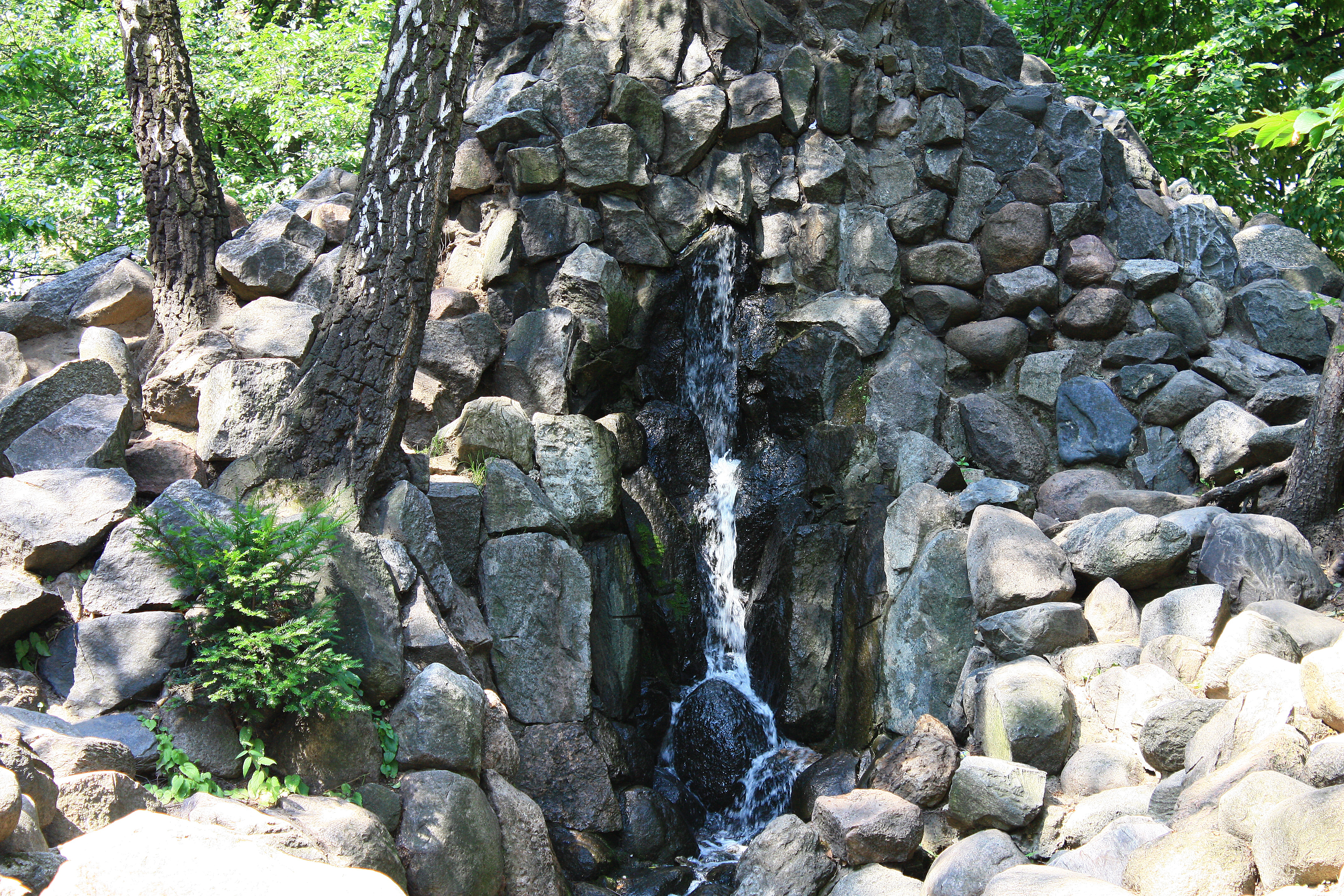
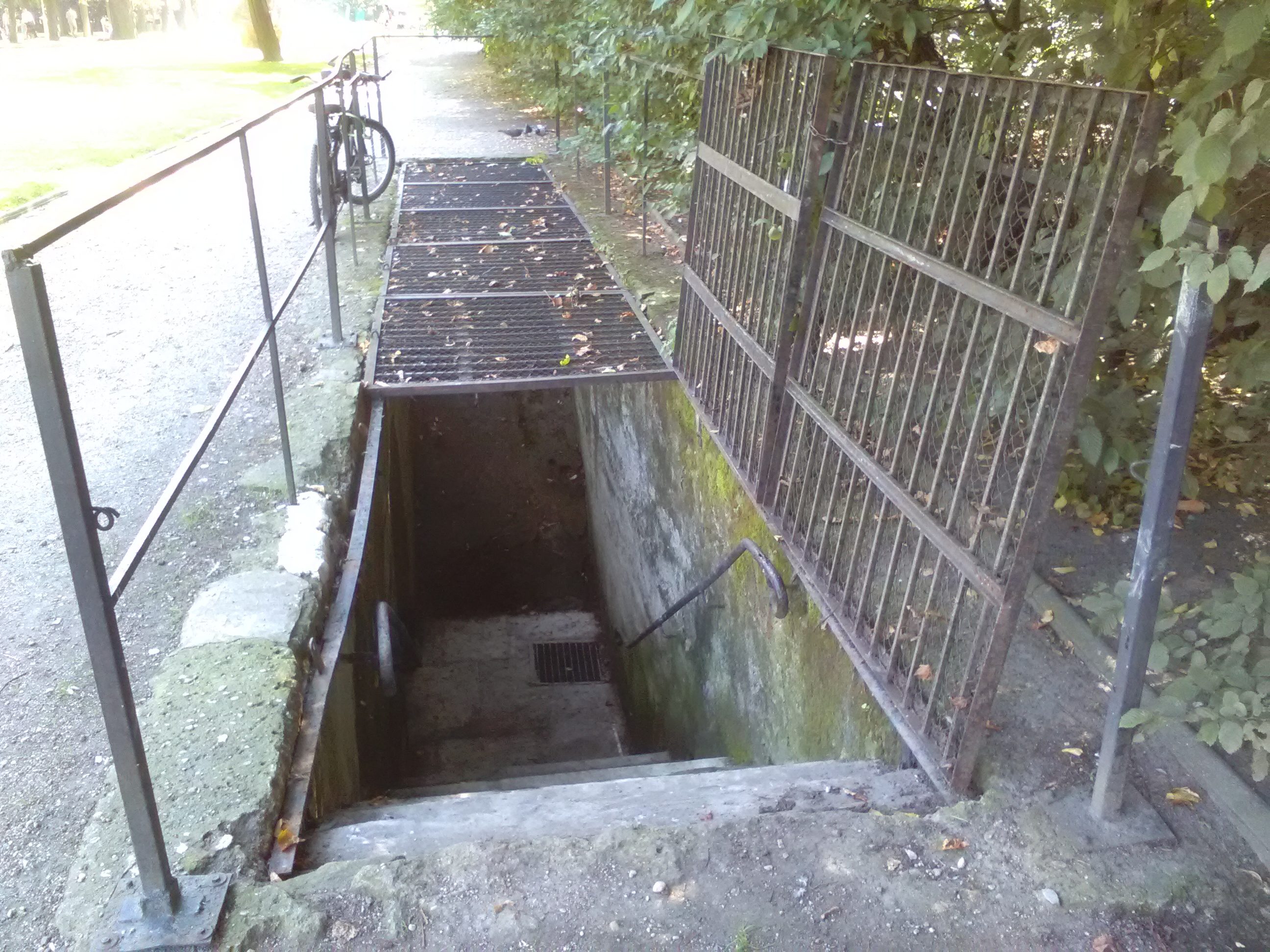
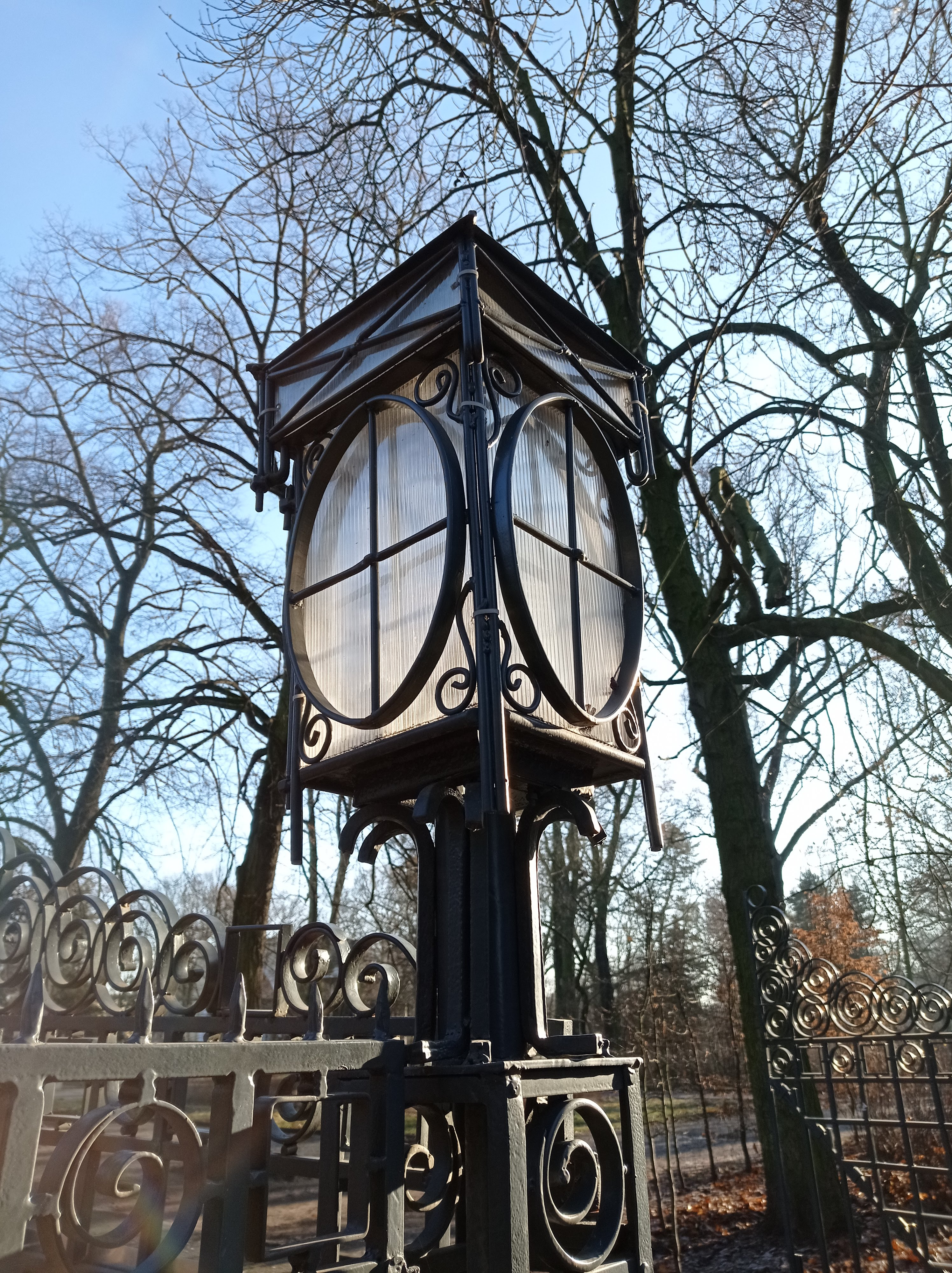
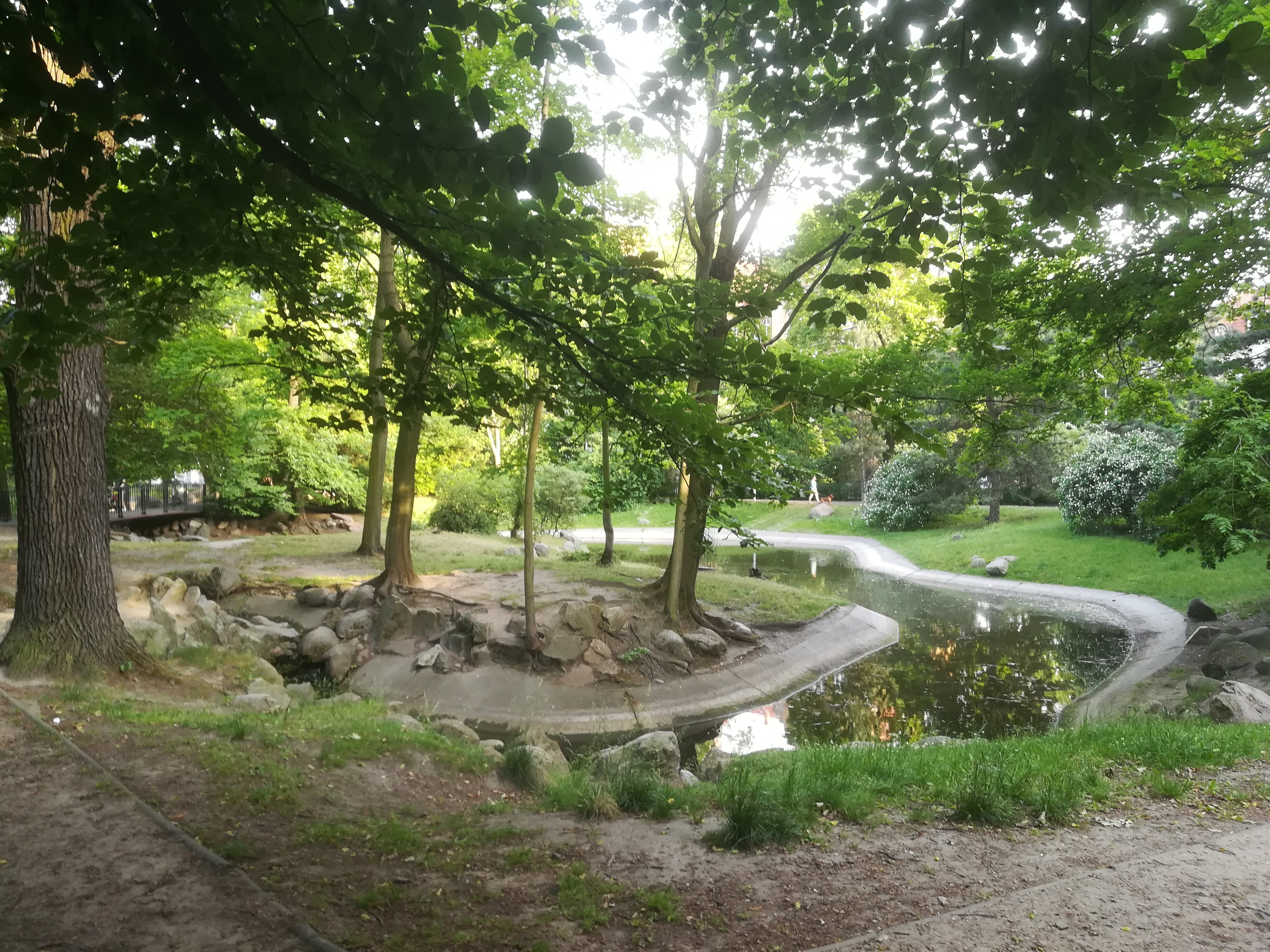